# Гуркі (Буський повіт)
Ґуркі (пол. Górki) — село в Польщі, у гміні Віслиця Буського повіту Свентокшиського воєводства.
Населення — 216 осіб (2011).
У 1975-1998 роках село належало до Келецького воєводства.

## Демографія
Демографічна структура на день 31 березня 2011 року:
|          | Загалом | Допрацездатний вік | Працездатний вік | Постпрацездатний вік |
| -------- | ------- | ------------------ | ---------------- | -------------------- |
| Чоловіки | 113     | 23                 | 75               | 15                   |
| Жінки    | 103     | 20                 | 50               | 33                   |
| Разом    | 216     | 43                 | 125              | 48                   |